# فرودگاه کریستیانسوند کورنبرگت
فرودگاه کریستیانسوند کورنبرگت (به انگلیسی: Kristiansund Airport, Kvernberget) (به زبان بومی: Kristiansund lufthavn, Kvernberget) یک فرودگاه همگانی با کد یاتا KSU است که یک باند فرود آسفالت دارد و طول باند آن ۱۸۴۰ متر است. این فرودگاه در کشور نروژ قرار دارد و در ارتفاع ۶۲ متری از سطح دریا واقع شده است.

## شرکت‌های هواپیمایی و مقصدهای پروازی
| شرکت‌های هواپیمایی     | مقصدهای پروازی                                                                                              |
| --------------------- | --- |
| ایجین ایرلاینز        | چارتر فصلی: خانیا                                                                                           |
| سی‌اچ‌سی هلی‌کوپتر سرویس | چارتر: Heidrun, Draugen, Åsgard A, Åsgard B, West Alpha, Scarabeo 5, Deep Sea Bergen, Njord, Stril Poseidon |
| هواپیمایی کرواسی      | چارتر فصلی: اسپلیت                                                                                          |
| هواپیمایی اسکاندیناوی | گاردرموئن اسلو                                                                                              |
| ویدروئه               | فلسلند برگن، فلورو، آرو مولده، سولا استاوانگر، ورنس تروندهایم                                               |